# Seznam portugalskih tenisačev
Seznam portugalskih tenisačev.

## B
- Nuno Borges
- Michelle Larcher de Brito

## C
- Tiago Cação
- Artur Completo
- Joana Vale Costa
- Emanuel Couto

## D
- João Domingues

## E
- Gastão Elias

## F
- Gonçalo Falcão

## G
- Frederico Gil

## J
- Ricardo Jorge

## K
- Maria João Koehler

## L
- Magali de Lattre
- Gonçalo Loureiro
- Diogo Lourenço
- Bárbara Luz

## M
- Rui Machado
- Nuno Marques
- Vasco Mensurado
- Bernardo Mota
- André Gaspar Murta

## N
- Ana Catarina Nogueira
- José-Ricardo Nunes

## O
- Gonçalo Oliveira

## P
- Gonçalo Pereira
- Rodrigo de Castro Pereira
- Frederica Piedade

## S
- Antonio Sabugueiro
- Frederico Ferreira Silva
- João Cunha e Silva
- Henrique Sousa
- João Sousa
- Pedro Sousa

## T
- Leonardo Tavares
- Martin Trueva